# セサル・ゴンサレス・ナバス
セサル・ゴンサレス・ナバス（César González Navas, 1980年2月14日 - ）は、スペイン・マドリード県モストレス出身の元サッカー選手。現役時代のポジションはセンターバック。

## 経歴
レアル・マドリードのカンテラ出身。しかしトップチームでの出場経験はなく、Bチームで試合に出場していた。
2003年夏、マラガCFに移籍。2004-05シーズンにはプリメーラデビューを果たしている。2007年1月、このシーズンよりセグンダに降格していたマラガを離れ、プリメーラのジムナスティック・タラゴナにレンタル移籍した。しかし、ジムナスティックでもセグンダ降格を経験した。2006-07シーズン終了後、イギリス・チャンピオンシップのイプスウィッチ・タウンFCと交渉したものの、中足骨の負傷により契約には至らず。その後、プリメーラのラシン・サンタンデールと契約した。
2009年2月20日、ロシア・プレミアリーグのFCルビン・カザンへ移籍。2009年シーズン開幕戦のFCクバン・クラスノダール戦でデビューした。

## 所属クラブ
- レアル・マドリードB 1999-2003
- マラガB 2003-2004
- マラガCF 2004-2007

→ ジムナスティック・タラゴナ 2007 (loan)
- ラシン・サンタンデール 2007-2009
- FCルビン・カザン 2009-2015
- ロストフ 2015-2017
- FCルビン・カザン 2017-2019

## 獲得タイトル
FCルビン・カザン
- ロシアサッカー・プレミアリーグ : 1回 (2009)
- ロシア・カップ : 1回 (2011-12)
- ロシア・スーパーカップ : 2回 (2010, 2012)